# Floribert Ngalula
Pour les articles homonymes, voir Ngalula.
 (mai 2012).
Si vous disposez d'ouvrages ou d'articles de référence ou si vous connaissez des sites web de qualité traitant du thème abordé ici, merci de compléter l'article en donnant les références utiles à sa vérifiabilité et en les liant à la section « Notes et références ».
Floribert Ngalula est un footballeur belge né le 7 mars 1987 à Bruxelles. Il jouait au poste de défenseur central.